# べっぴんさん
『べっぴんさん』は、2016年度後期放送のNHK「連続テレビ小説」第95作で、2016年10月3日から2017年4月1日まで放送されたテレビドラマ。
2018年10月1日か2019年3月30日までBSプレミアムで（7時15分 - 7時30分）再放送された。

## 企画・制作
ヒロイン・坂東すみれのモデルは、神戸のアパレル・メーカー「株式会社ファミリア」創業者のひとりである坂野惇子で、昭和時代の兵庫県神戸市や大阪や近江（滋賀県）などを舞台に、戦後の焼け跡の中で子ども服作りに邁進する姿を描く。
2016年1月13日に制作発表。1月から2月にヒロインのオーディションが行われ、4月6日に芳根京子が2261人の中から選ばれたと発表された。芳根の連続テレビ小説への出演は2014年度上半期『花子とアン』に次いで2度目となる。5月16日には主要出演者が発表され（さらに7月29日に9名を発表）、5月25日に神戸・北野異人館街にてクランクインした。
2016年6月30日にポスターとオープニング映像は清川あさみが担当することが発表された。8月24日、主題歌はプロデューサーの堀之内礼二郎がオファーしたMr.Childrenの「ヒカリノアトリエ」に決定したと発表された。
芳根の20歳の誕生日にあたる2017年2月28日、NHK大阪放送局でクランクアップを迎えた。次作ヒロインへのバトンタッチは3月23日に行われた。
次作『ひよっこ』以降は、BSプレミアムでの再放送の開始時刻が、23時から23時30分と30分繰り下げられ、23時開始は2020年度上半期『エール』まで途絶える。

### ロケ地
神戸市
旧乾邸 - 焼失前の神戸・坂東邸門前。
神港ビルヂング - 坂東営業部のエントランス。
クラブ月世界 - ナイトクラブ「青い月」。
神戸ファッションプラザ - 大阪万博会場。
相楽園会館 - KADOSHOの社長室、東京のホテルのロビー、「男のための着こなし講座」会場。

西宮市
神戸女学院大学 - さくらが通う高校「栄心女学院」。

淡路市
佐野地区・通称「みかんの丘」 - すみれが好きな場所である、神戸の街を見下ろす高台。
長畠地区 - 幼少期のすみれが、母の病室から逃げ出した先。すみれの女学校の遠足シーン。
国営明石海峡公園 - 潔がすみれをバイクに乗せ走行するシーン。

南あわじ市
都美人酒造 - すみれ、明美、良子、君枝が子供用食器の製造の依頼をする陶磁器工場。

名古屋市
株式会社丸茂繊維 - キアリスが取引しているメリヤス工場（実際でもファミリアと取引している）。

大阪市
繊維輸出会館 - キアリス本社が移転した三宮のビル。

#### ロケ地ギャラリー

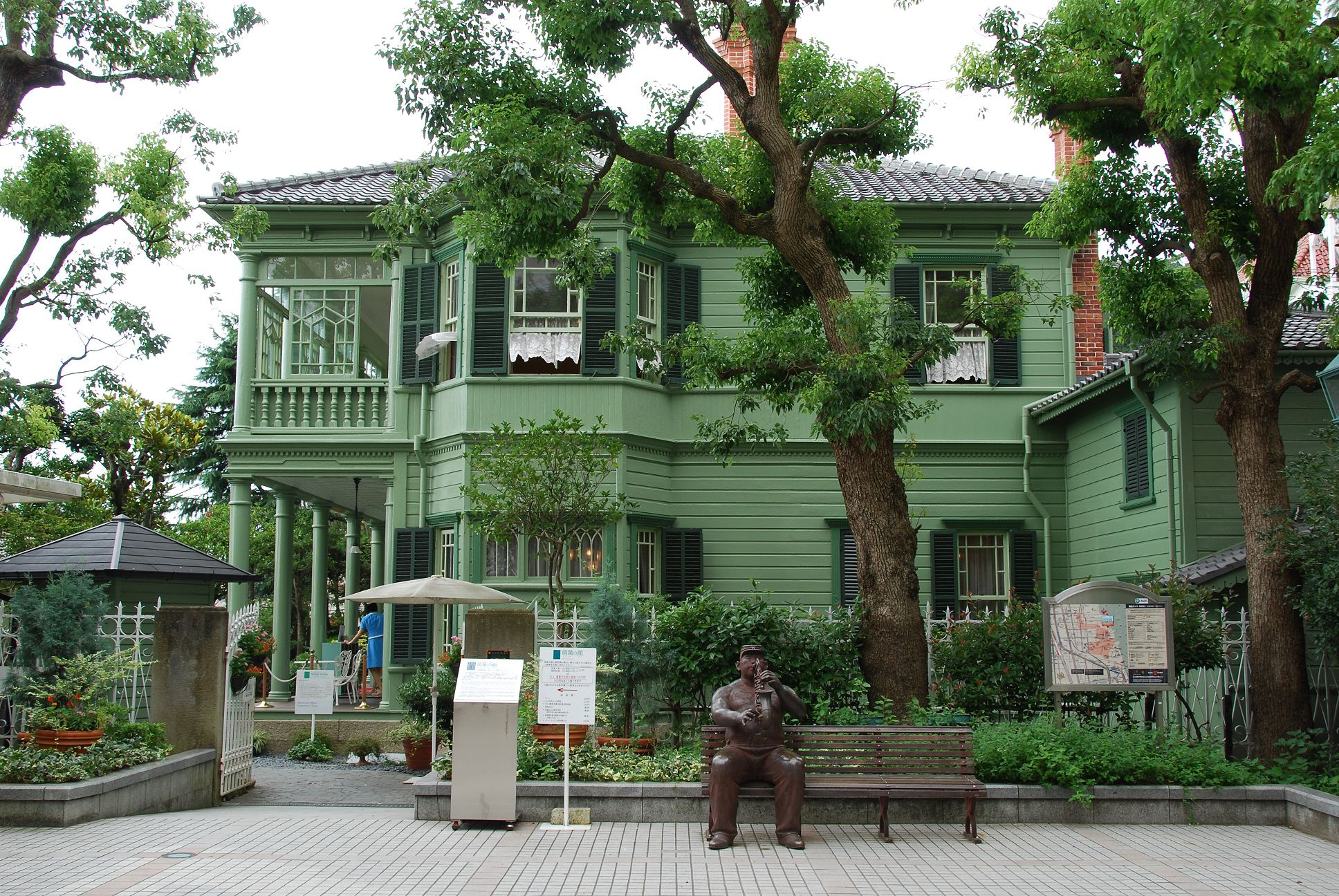
萌黄の館（神戸市）クリスティーナの自宅[28][29][30][31]。
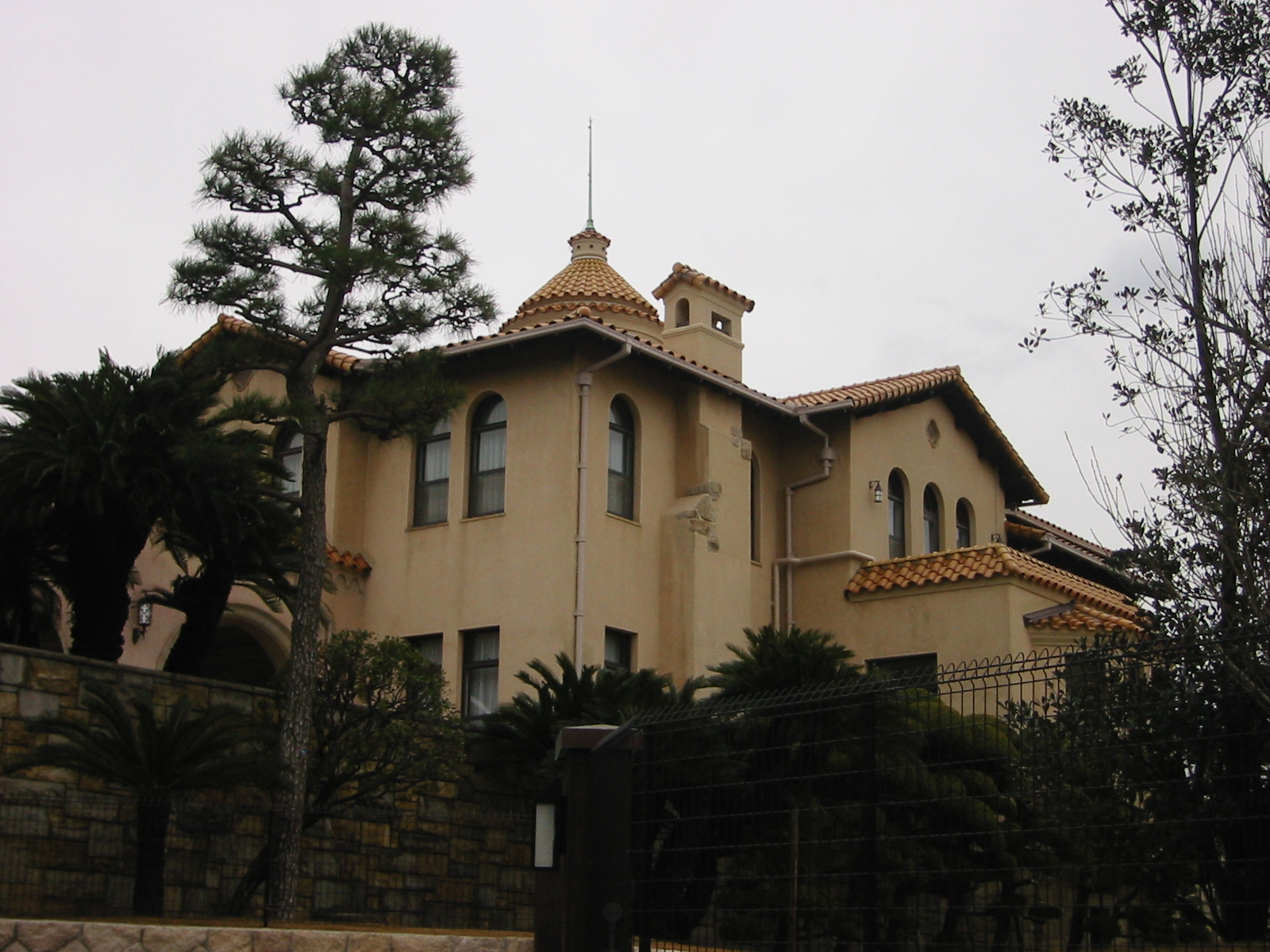
ジェームス邸（神戸市）焼失前の神戸・坂東邸[32][33][34][35][36]。
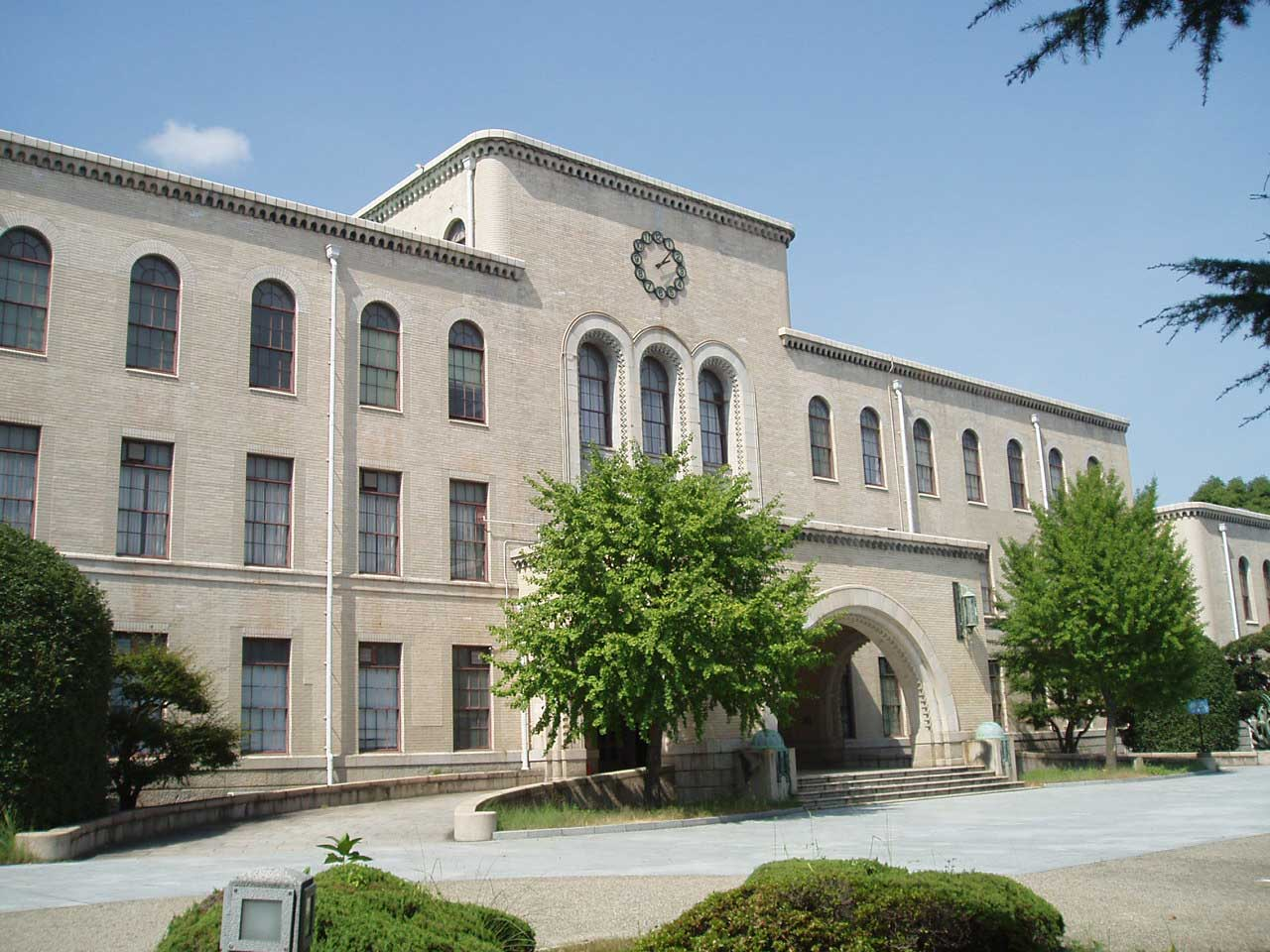
神戸大学 （神戸市）すみれが幼少期の神戸の街並[32][37][38]。明美が勤務する病院[13][39][40]。
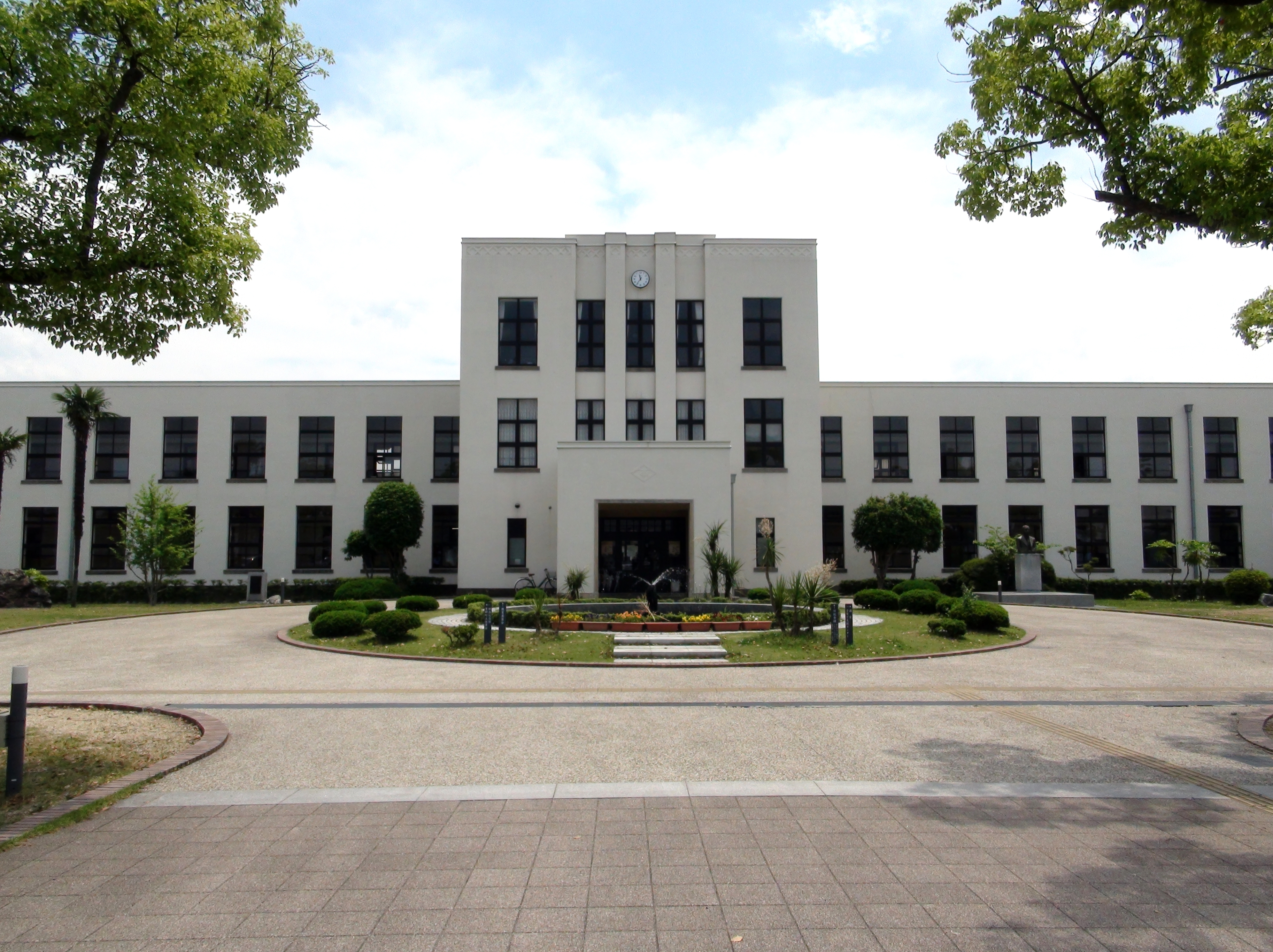
豊郷町立豊郷小学校旧校舎群（豊郷町）すみれが通う女学校[41]。
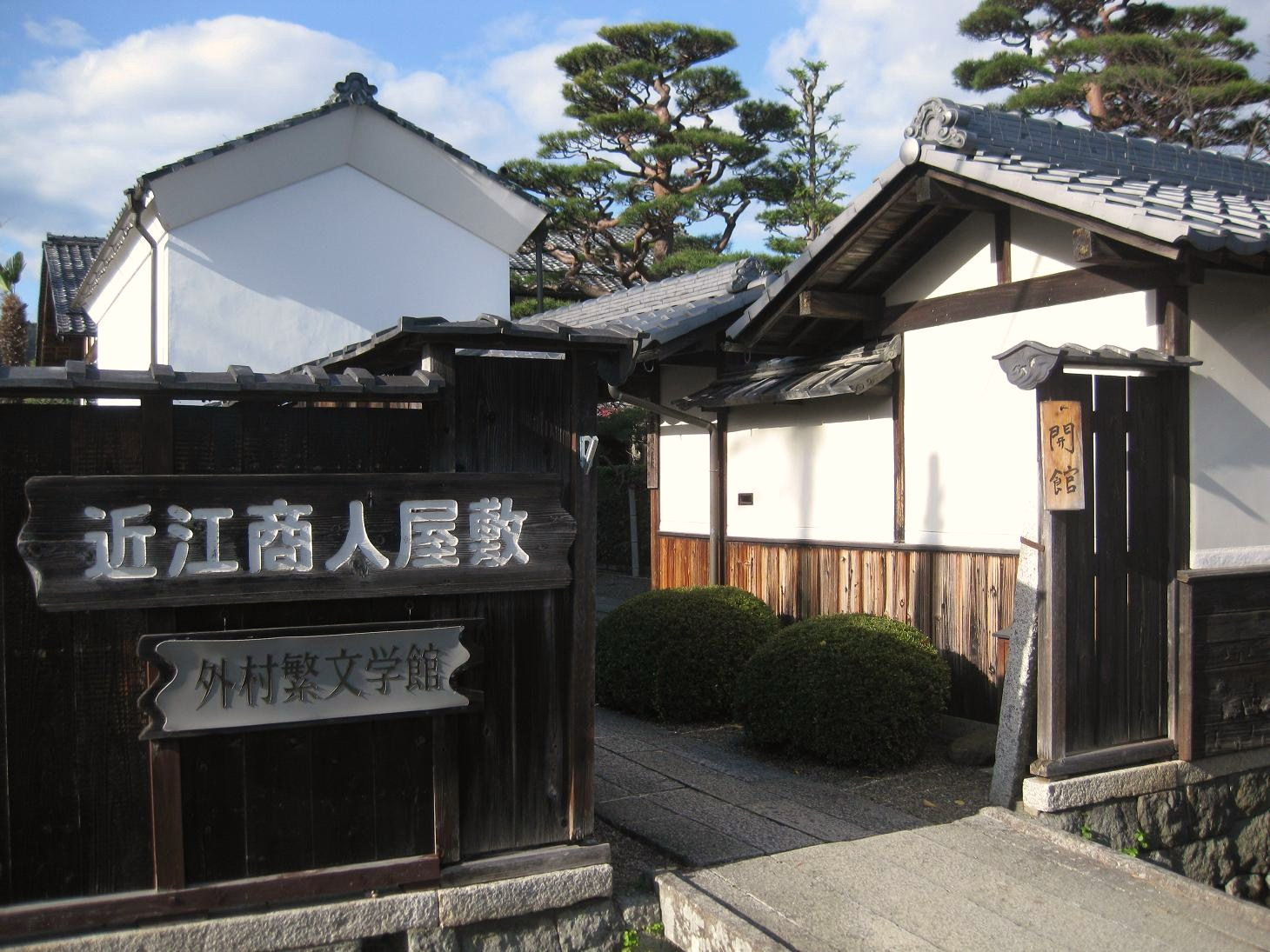
五個荘近江商人屋敷 外村繁邸（東近江市）近江・坂東邸[42]。
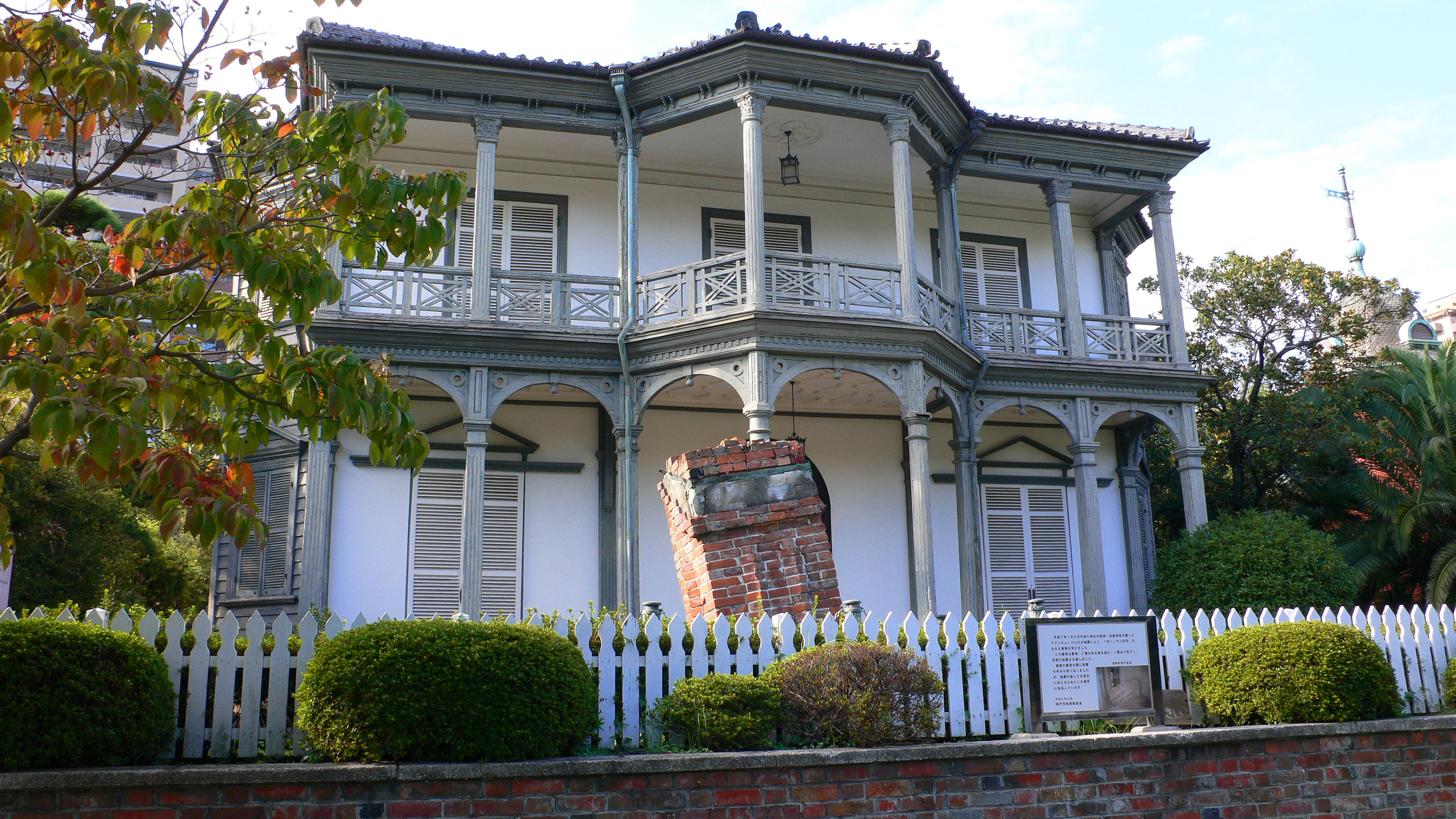
旧ハッサム住宅（神戸市）マクレガー邸[13][43]。
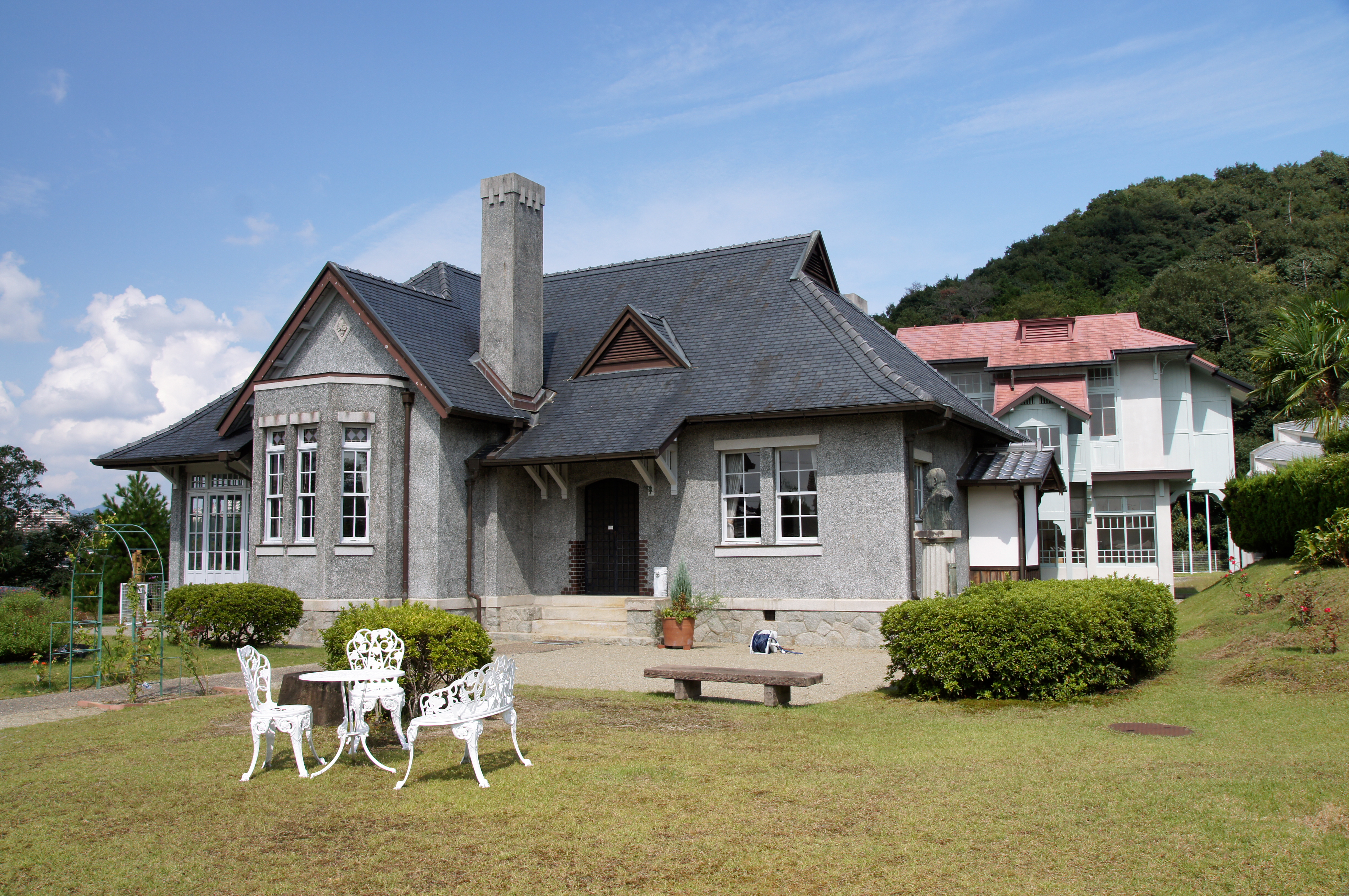
旧平賀邸（川西市）村田邸[44]。
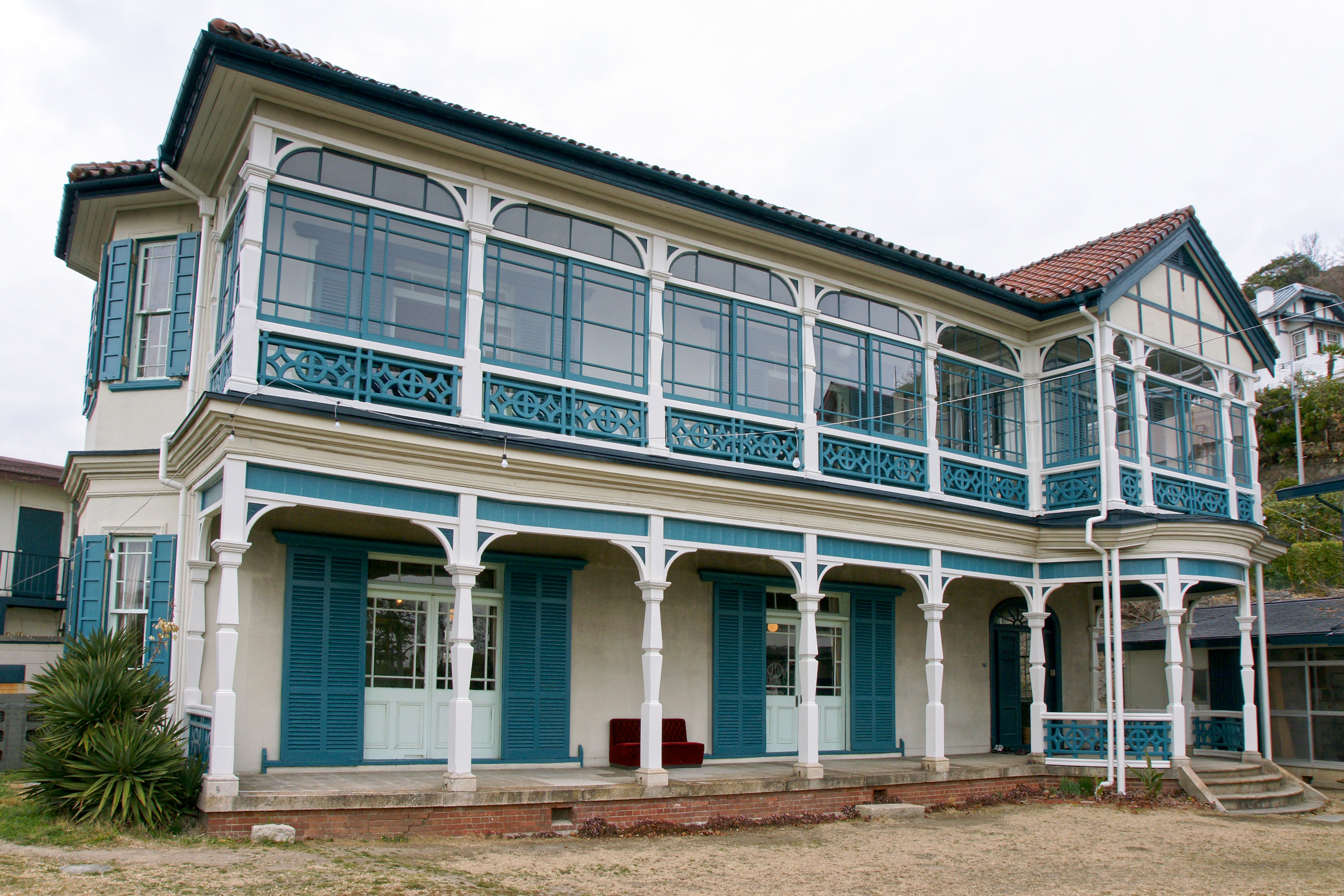
旧グッゲンハイム邸（神戸市）さくらが通う保育園[13][45]。

## あらすじ
1945年（昭和20年）、すみれは赤子を背負い、焦土と化した神戸の街を涙ながらに見つめ、ある思いを抱いていた。
月日は流れ1969年（昭和44年）、子供服メーカー「キアリス」創業20周年式典で、すみれは3人の共同創業者と共に壇上に並びながら、亡き母が教えたクローバーの四つ葉の意味「勇気」「愛情」「信頼」「希望」、「全部揃うと幸せになる」（これがすみれの人生における信条となる）の言葉を思い出していた。
1934年（昭和9年）、服飾商社を営む五十八を父に持つ9歳のすみれは、神戸の山の手の屋敷で裕福な生活を送っていた。ある日、入院中の母・はなのためにハンカチに刺繍を縫うが、上手く出来ず周囲に微妙な反応をされ屈辱を味わう。その後も上達しないすみれは、靴が針と糸を使って作られていると聞いて気になり、屋敷を抜け出して靴屋を覗きに行く。そこで職人・麻田から、使う人への想いを込めて作ることが大事と助言を受ける。後日改めて母に刺繍のハンカチを作り喜ばれ、余命僅かとなった母と楽しい時間を過ごしたすみれは、もらった人が嬉しいと思える「べっぴん（別品）さん」を作る人になりたいと誓い、天国へ旅立つ母を見送る。
1942年（昭和17年）、女学校の5年生になったすみれは、友人の良子と君枝のもんぺに刺繍を施したり、彼女たちと手芸倶楽部を結成するなど、青春を謳歌していた。そんな中、幼馴染の潔から出征の報告を聞いたすみれは、彼への恋心に気付く。
しかし、潔は姉・ゆりと結婚。すみれは祖母・トク子から両親が苦労を重ねて事業を築いたことを聞いて家を存続させる決意をし、女学校卒業後に幼馴染の紀夫を婿養子に迎え結婚する。仲睦まじい夫婦生活を送り、やがてすみれは妊娠するが、紀夫の元に召集令状が届く。夫の出征中にすみれは長女・さくらを出産し、育児に奮闘しながら使用人らと共に家を守っていくが、戦局が激しくなり父と姉らと近江の父の実家へ疎開する。そして終戦を迎えた時には、神戸の街や自宅は空襲で焼失していた。
伯父・長太郎から退去を言い渡されたすみれは、神戸に戻り夫の帰りを待つことにする。政策で預金口座が凍結されて生活は窮地に陥り、潔の助言や麻田の提案で手芸品販売を始めるが、売れ行きは不振。そこで来店客の反応や渡日した妊婦・エイミーとの出会いで、需要ある物を供給したいと考え直したすみれは、子供服店の起業を思いつき、手始めにエイミーのために西洋式のおむつを作るため、顔見知りのベビーナース・明美を探し出して教えを乞う。すみれに嫌悪感を持つ明美は即座に断るが、彼女からの謝罪と母娘で生き抜くために意識が変わったことを聞き、今回限りの条件で協力する。更にエイミーからベビードレス製作の依頼を受けたすみれは、再会した良子と君枝の力を借りて、母の形見ウエディングドレスを切りほどき商品を完成させる。この共同作業をきっかけに、すみれの起業の誘いを断っていた良子と君枝は考えが変わり参加。話を聞いた明美も仲間に加わり、4人で「ベビーショップあさや」を開店させる。開店程なく良子は接客に失敗して気を害し、君枝は病弱体質に無理が祟り入院し家族に反対され、それぞれ店を辞めるアクシデントに見舞われるが、良子は開店に向けて商品を作った気持ちを思い出し、君枝は店の運営に強い希望を持っていることを夫・昭一に認められて再び戻って来る。高品質、母親の立場を理解した心意気に加え、定期的に明美の育児相談会を始めるなどし、店の集客は増えていく。そして近隣の広い空き店舗への移転を計画し店名を「キアリス」へ改称を決めた時、消息不明だった紀夫が帰還する。すみれを守りたい気持ちから、紀夫はすみれに経営から手を引く様に要請するが、店が自身の居場所と宣言するすみれの言葉を聞き、容認する。
1948年（昭和23年）、第一次ベビーブームが後押しとなり、キアリスは少しずつ繁盛していく。ある日、商店街で話題の店として新聞の取材を受けるが、掲載された記事は母親を兼ねる3人のみが経営者として紹介されて明美は落胆、すみれは悔しく思う。同時期に、紀夫を通して大急百貨店から納品依頼を受けたすみれは、明美を含めた4人の店であることや商品を多くの人に知ってもらう機会として承諾する。百貨店の売れない商品は廃棄されることを知り、更に担当者の要求から商品に込めた4人のこだわりが失われることを危惧し、一度は取引を反故にしようとしたすみれであったが、百貨店の社長・大島に10日間限定の委託販売での出店を提案されて引き受ける。準備を整え出店に挑んだものの、開店から3日間の売上はゼロ。しかし、ポスターを急遽作成・掲示して子育て世代の呼び込みに成功し、最終日を終えての売上は百貨店の予測の3倍になる。そして大島からの打診で百貨店内にキアリスの支店を置くことが決定するが、同時期に坂東家の使用人・喜代が入院し、すみれは仕事の傍ら家事育児を一手にこなす。支店の開店前日、すみれは夜中まで準備に夢中になり百貨店に閉じ込められる。翌朝帰宅して紀夫から平手打ちを食らい、以後気まずい夫婦仲が続きながらも忙しく奔走するすみれは、過労で倒れる。そして3日間の安静生活のなか、さくらの成長や悩みに気づき、夫婦の在り方について改めて考え、更に従業員たちの充実した様子を見て、回復後にキアリスを辞める。こうして家族関係は円満になっていくが、子育て中の母親や子供たちのために生き生きとキアリスを補助するすみれの姿を見て、紀夫は複雑な思いを抱く。折しも将来の坂東営業部の経営者として適性に合わず苦悩していた紀夫は、坂東営業部を退職。すみれに復職を勧め、自身はキアリスの経理職への転職を決める。
大島の勧めもあって1949年（昭和24年）4月、「キアリス」は法人成して「株式会社キアリス」となった。社内の規律を正すため、紀夫は朝礼を実施し従業員は苗字で呼び合うことを強要するが、すみれたちはやり辛さを感じる。妊娠したゆりの話からキアリスを子供用品が全て揃う店にしようと思いついたすみれは、明美・良子・君枝と話し合い手始めに子供用の食器の販売を決めて発注の手配をするが、事前相談がなかったことや経理的な事情から紀夫に叱責される。しかし、麻田や潔はすみれのアイデアや行動力を肯定し、渋々紀夫は販売を許可。結果、出来上がった食器セットは大ヒットし、東京の松島屋デパートからも出店依頼が舞い込む。これらの結果やすみれの懇願もあり、紀夫は従業員が互いを名前で呼び合うことを許可する。そしてキアリスは、アメリカの家具業社と取引を始めるなど、子供用品の総合店を目指していく。
1959年（昭和34年）、キアリスは間もなく誕生予定の皇太子明仁親王の子（德仁）の洋品の御用達に指名されたこともあり、全国から客が訪れるほどの有名店になる。人手の限界を感じたすみれたちは、それまで縁故採用していた人材を初めて募集。大急百貨店からは、百貨店の顔となる展示を任され成功を納める。一方、取引するメリヤス工場がファッション会社「エイス」に買収され、キアリスは生産の危機に瀕するが、五十八の機転やエイスの社長・栄輔の温情で取引が継続される。こうして専務となったすみれと、同じく社長に就任した紀夫が店の経営に奔走するなか、思春期を迎えたさくらは、両親が家庭よりも仕事優先で特にすみれが不在がちなことに気鬱し、ジャズ喫茶やナイトクラブに通うようになる。すみれに咎められ感情が爆発したさくらは、翌日に家出をして潔・ゆり夫婦の家に身を寄せ、両親に対して堅く心を閉ざす。しかし、すみれはジャズ喫茶の店主・すずに説得され、さくらも失恋やキアリスでのアルバイトや友人・五月の出産を通し、考えが変化していき和解する。
1969年（昭和44年）、キアリスは創業20周年を迎える。従業員数は三桁に増え、本社も三宮のビルに転居し、大企業になっていた。デザインの道を志し大学卒業を経てアメリカ留学から帰国したさくらは、君枝の息子・健太郎と共に両親の反対を押し切ってキアリスの採用試験に臨み、揃って優秀な成績で合格。1970年（昭和45年）に入社する。入社当初は先輩からやっかみを受けたり、すみれたちの意図が解らず企画が通らないなど苦労をするが、母の仕事に打ち込む信念を悟り受け入れられていく。やがてさくらは健太郎と結婚し1973年（昭和48年）に藍を出産する。すみれは、キアリスに新事業を開拓し急速に進めていく健太郎を見守る一方、元来のキアリスの姿から離れていくことに複雑な思いを抱くようになる。ある日、紀夫がビデオカメラを購入したことをきっかけに、すみれはキアリスの育児をテーマにした映画の制作を思いつく。映画製作の過程や出来上がった作品を見た健太郎は考えを改め、新規開拓よりも元来の経営を重視していくことを決める。同じころ、潔の勧める銀座のビルでキアリスの出店計画が持ち上がる。そこですみれたちは、かねてより目指していた子供用品の総合店「キアリスワンダーランド」を構想するが、不動産購入資金の工面が難しく断念する。しかし、さくらと健太郎たちはすみれたちの夢を叶えるべく、かつてのキアリス本店の場にキアリスワンダーランドを創業する。こうして次世代の活動を見て安堵したすみれたちは、1975年（昭和50年）経営陣からの引退を決意。隠居生活を送り始めた矢先、子供服店開店当初に譲渡したワンピースのお直しの依頼を受けたことをきっかけに、キアリスに「お直し部」を設立し、引退した仲間たちと再び仕事に取り掛かる。
1984年（昭和59年）、月1回の勤務となり自宅で過ごす日が多くなったすみれは、春休み中の孫の藍を預かる。写真に興味を持つなかでカメラの仕組みが気になった藍は、無断で紀夫から貰ったカメラを分解し、更に塾の春期講習を連日無断欠席していることが発覚する。一時は気が動転したすみれだったが、夢に出てきた両親に指摘されて藍が自身の性格に似ていることに気づき、優しく諭す。後日、すみれと3人の創業者は藍が撮ってくれた写真のお礼にクローバーとカメラを刺繍した写真入れを作って贈り、四つ葉のクローバーの意味を教える。写真入れは好評で藍の学校のクラスメイトの分も作ることとなり、たくさんの写真入れを作る中ですみれと3人の創業者は、贈る相手の子供たちのことを想像し楽しむ一方で、4人の友情を再確認する。
ある日、すみれは、かつて母が教えてくれたように、さくらに刺繍を教える。過去に出会った人々の思い出を回想しているすみれに、藍が駆け寄り、見つけた四つ葉のクローバーを手渡すのであった。

## 登場人物

### 主人公
坂東すみれ（ばんどう すみれ）
演 - 芳根京子（幼少期：渡邉このみ）
本作の主人公。
自身の思いを言葉にすることが苦手で「なんか…なんかな…」が口癖。芯が強く、夢中になると時間を忘れるほどの集中力を持つ。また、おっとりした性格だが自分の意見を曲げない強さも持つ。
1942年（昭和17年）の時点では女学校5年生に進級し、刺繍が得意になっている。
父たちが勧める紀夫との縁談を受け入れ、1943年（昭和18年）女学校を卒業後に婿養子に迎える形で結婚し、1944年（昭和19年）6月に長女・さくらを出産する。
終戦後、生活のために靴店「あさや」の一角で、手芸雑貨の販売を始めるが売行き不振となる。その後、ベビー用品に需要を見出し商品内容を改め、良子・君枝・明美も加わり「ベビーショップあさや」を開店。商売が軌道に乗り、移転・店舗拡張を機に、店名を「キアリス」に改称する。
昭和34年の時点では、キアリスの専務に就任している。昭和50年キアリス創業メンバーと夫の紀夫達と共に一旦退職するも、お直し部発足に伴い復職。
子供服を主としたアパレルメーカー・ファミリアの創業者の坂野惇子がモデル。

### 神戸の人々

#### 神戸・坂東家の人々
坂東五十八（ばんどう いそや）
演 - 生瀬勝久
すみれとゆりの父。さくらと正太の祖父。服飾商社「坂東営業部」の創業者。1942年（昭和17年）の時点には貴族院議員になっている。
厳格かつ過保護な一面があり、無断で外出したすみれやそれを止めなかった忠次郎たちに激怒した程である。また、娘たちには幸せな結婚をしてほしいと望み、ゆりの会社後継志望や潔との結婚に猛反対する(そのためかゆりに対し、一時期外出禁止を命じた程である)。
終戦後は実家である近江・坂東家に戻り隠居生活を送り、商売に悪戦苦闘するすみれや潔に助言をしたり、助け舟を出したりする。
心臓病を患い、昭和36年1月にこの世を去る。
AERAは、坂野惇子の実父であり、アパレルメーカー・レナウン（旧佐々木営業部←佐々木商会）創業者の佐々木八十八がモデルと報じている。
坂東はな（ばんどう はな） / 語り
演 - 菅野美穂
すみれとゆりの母。さくらと正太の祖母。
刺繍が得意。幼いすみれに四つ葉のクローバーが持つ意味を教える。
元来、病弱であるが、実家の助けを受けつつ命がけで夫の事業を手伝ってきた。
坂東家が神戸に転居した直後に病に倒れ入院、1934年（昭和9年）この世を去る。以来、天国からすみれを見守っている。
坂東ゆり（ばんどう ゆり） → 野上ゆり（のがみ ゆり）
演 - 蓮佛美沙子（幼少期：内田彩花）
すみれの姉。すみれより3歳年上。
すみれとは対照的に自分の考えをはっきりと述べる。しっかり者で、将来は父の会社を継ぎたいと考えている。1942年（昭和17年）の時点には女子大学に進学し英語を学んでいる。しかし父に会社の後継を反対され、幼いころより思いを寄せる潔に求婚。紆余曲折を経て結婚し野上家に嫁入り後は、坂東営業部で正蔵の部下として働く。
戦時中の近江での疎開生活を経て、終戦後は商売を始める潔と梅田に移る。坂東家の人々を大事に思うあまり自身を仕事に同行させない潔と、気持ちのすれ違いが生じるようになっていたが、栄輔に指摘され考えを改めた潔から、単身近江に行き麻を布に変えて送る業務を命じられてからは、再び夫と気持ちが結束していく。
坂東営業部が事務所を構え本格的に始動後も即戦力として働くが、昭和23年に妊娠が判明し、育児に専念したいと考えが変わり退職。以後、社長夫人兼専業主婦になり、息子の勉強や宿題を見るようになる。子供が成人し子育てを終え、潔の勧めで昭和49年にオライオンに復職する。
坂東さくら（ばんどう さくら）→村田さくら（むらた さくら）
演 - 井頭愛海（乳児期：乾沙蘭、2歳時：河上咲桜、4歳時 :粟野咲莉）
すみれと紀夫夫婦の長女。五十八とはな夫婦、五郎と富美夫婦の孫。トク子の曾孫。ゆりの姪。
1959年（昭和34年）の時点では、中学3年で15歳に成長。その翌年の1960年（昭和35年）には、母・すみれの母校である高校の栄心女学院に進学。親の手がかからない聡明な少女になるが、両親が留守がちな寂しさを内に秘めている。しかし、龍一に連れられ初めてジャズ喫茶に行き、そこで出会った五月と友情が芽生えたことや、二郎に恋をし、以来夜遊びをして寂しさを紛らわすようになる。誕生日をジャズ喫茶仲間と過ごしたことで、すみれと大喧嘩した翌日に家出。野上家に駆け込み、そのまま世話になる。その後はすみれに対しての反抗心を顕にするが、キアリスでアルバイトをしたことや、五月の出産に立ち会ったことで考えが変化し和解。デザインの道を志すようになる。1963年（昭和38年）、東京美術大学へ進学後、アメリカへ留学。1969年（昭和44年）に帰国し、キアリスの採用試験を受験し優秀な成績で合格。1970年（昭和45年）同社に入社する。
1962年（昭和37年）に健太郎から思いを告白され、1969年（昭和44年）の時点では周囲に内緒で交際し、1970年（昭和45年）に結婚。1973年（昭和48年）、長女・藍を出産する。
キアリスの新キャラクター「サミーちゃん」を作成する。
井口忠一郎（いぐち ちゅういちろう）
演 - 曽我廼家文童
坂東家の執事。愛称は「忠さん（ちゅうさん）」。
好好爺だが、物忘れが激しい。
すみれたちが近江に疎開以後は、五十八の側近を務める。五十八の他界後は、幼馴染で初恋相手の喜代を誘い、時同じくして世界へ旅立つ決意をした龍一も同行しての冒険の旅へ出る。
佐藤喜代（さとう きよ）
演 - 宮田圭子
坂東家の女中頭。
すみれの近江への疎開にも同行し、戦後もすみれの家庭を女中として支えていく。昭和38年、幼なじみの忠一郎に誘われて一緒に冒険の旅に出る。

#### 野上家の人々
野上潔（のがみ きよし）
演 - 高良健吾（幼少期：大八木凱斗）
すみれの幼馴染（後にすみれの義兄となる）。すみれより8歳年上。ゆりの夫。幼いころに、子供に恵まれなかった野上夫婦の養子に入った。
自由奔放な性格。幼いころからすみれの気持ちを理解し、市街地に行くことを周囲に反対されても靴屋に行きたがるすみれを「あさや」まで連れ出したり、勇気を出して自分の意見を述べたすみれを賞賛する。
1942年（昭和17年）召集令状が届く。同時期にゆりから婿養子を前提に求婚され野上家の跡取りゆえに断るが、ゆりの恋文に心を動かされたことや、五十八がゆりを嫁に出すと妥協し、結婚する。
沖縄へ出征し終戦後に復員。戦争で名実ともに失った坂東営業部を復活させるためにゆりを連れ大阪に戻り、梅田の闇市で商売を始める。生活に困窮したすみれに、お嬢様のままでは生きられないことや自身で仕事をすることを助言し、彼女が起業するきっかけの1つとなる。
元の社員が帰還したことを機に、坂東営業部の事務所を設け、婦人服ブランド「オライオン」を立ち上げる。昭和34年の時点では社名を「オライオン」に改称し同社の社長になっている。
姪のさくらの結婚の際、自身の結婚時を思い出し、嫁に出すことを躊躇する紀夫に実父への相談を勧めた。
産経WESTは、坂野惇子の義兄でアパレルメーカー・レナウンの戦後創業者である尾上清がモデルと報じている。
野上正太（のがみ しょうた）
演 - 吉田陽登
ゆりと潔夫婦の長男。五十八とはな夫婦、正蔵と八重夫婦の孫。トク子の曾孫。すみれの甥でさくらの従弟。
1959年（昭和34年）の時点では、明るく元気な少年に成長。さくらを姉のように慕うなど、実の姉弟のような関係。
キアリスが創業20周年を迎えて以降は登場していないが、さくらが語った台詞によると、1969年（昭和44年）の時点で、東京の大学に通っている。
野上正蔵（のがみ しょうぞう）
演 - 名倉潤
潔の養父。坂東営業部の番頭を経て、1942年の時点には取締役を務める。
戦時中の統廃合により失った坂東営業部を息子夫婦と協力して復活させることを誓うが、大阪大空襲に罹災し命を落とす。
野上八重（のがみ やえ）
演 - 川瀬真理
潔の養母。

#### 田中家の人々
田中紀夫（たなか のりお） → 坂東紀夫（ばんどう のりお）
演 - 永山絢斗（幼少期：玉山詩）
すみれの夫にして幼馴染。田中家の三男。
無口でおとなしく几帳面な性格。幼いころよりすみれに思いを寄せる。
1943年（昭和18年）、坂東家に婿養子に入る形ですみれと結婚し、坂東営業部に就職する。
1944年（昭和19年）に出征。終戦後は消息不明により両親らから生存は諦められていたが、キアリス開店準備ごろ、すみれの元に春には帰還する旨の手紙が届く。
帰宅後は、戦後の変わり果てた日本の様子への戸惑いや再就職先が見つからず居場所が無い苛立ち、更に過酷なシベリア抑留生活が原因で人間不信となったことなどから心を閉ざしていたが、潔から復活した坂東営業部の役員就任を懇願されたことや彼の忠誠心を知り、蟠りが解けていく。
坂東営業部の経理を担当していくが、昭和24年キアリスの経理職に転職。昭和34年の時点にはキアリスの2代目社長に就任している。昭和50年に社長職を足立に譲りすみれ達と共に退職。
産経WESTは、坂野惇子の夫でファミリア2代目社長・坂野通夫がモデルと報じている。
田中五郎（たなか ごろう）
演 - 堀内正美
紀夫の実父。すみれの義父。貴族院議員。孫のさくらの結婚の際、嫁に出すことを躊躇する紀夫夫妻の相談に乗った。
田中富美（たなか とみ）
演 - 押谷かおり
紀夫の実母。すみれの義母。

#### キアリスの人々
小野明美（おの あけみ） → 岩佐明美（いわさ あけみ）
演 - 谷村美月（幼少期：坪内花菜）
坂東家の女中・マツの娘。すみれより1歳年上。店の開店直後より主にベビー相談担当で、昭和24年にはアメリカ企業との商談時の通訳担当を兼任。昭和34年の時点ではキアリスの取締役、昭和44年の時点で育児相談部長に就任している。昭和50年すみれ達と共に一旦退職するも、お直し部発足に伴い復職。
貧しい母子家庭で育ち、幼いころよりすみれと自身との置かれる境遇の差に複雑な思いを抱くと共に、無意識ながらも自身を傷つける言動をする彼女を嫌悪する。
1942年（昭和17年）の時点では、看護学校を卒業している。1944年（昭和19年）の時点では、ベビーナースとして神戸に駐留する外国人宅に出向し育児指導をしている。
終戦後、看護師として病院勤務中に、すみれから西洋式おむつの作り方を教えて欲しいと乞われて当初は断るが、母娘で生きるために考えが変わったことを聞いて手助けし（すみれからお礼に布製の写真入れをもらう）、やがてすみれの子供服店起業にも協力に乗り出す。当初は看護師と店員を掛け持ちするが、復員者を採用するための人員整理で病院を解雇された後は、あさや2階に住居を間借りする形で移住し、子供服店の勤務に専念する。
足立から想いを寄せられ、2度求婚されるが、1度目は年の差を理由に相手にせず、2度目は家族を失うことへの恐れから独身を貫く決意を理由に断る。昭和50年、栄輔からの提案で、彼と同棲を始めるが、最終回を前に正式に結婚する。
週刊現代は、坂野惇子が出産時に世話になったベビーナースであり、ファミリアのコンサルタントを務めた大ヶ瀬久子がモデルと報じている。
多田良子（ただ りょうこ） → 小澤良子（おざわ りょうこ）
演 - 百田夏菜子
すみれの女学校時代の同級生。店では主に型紙製造担当。昭和34年の時点ではキアリス製作所長、昭和44年の時点ではデザイン部責任者に就任している。昭和50年すみれ達と共に一旦退職するも、お直し部発足に伴い復職。
1942年（昭和17年）に潔に一目惚れするが片思いで終わる。その後、親が勧める勝二との縁談を受け入れ、すみれの結婚時に夫婦円満な様子を語る。
終戦後、夫から贈られた腕時計を売るなどして糊口を凌ぎながら息子・龍一と神戸市内のバラックで夫の帰還を待つ中、すみれと再会。すみれの子供服店起業の誘いを当初は断るが、エイミーからの依頼のベビードレス作りに協力したことや、君枝が起業に参加したことで考えが変わり、仲間に加わる。開店早々、明美から接客態度を苦言を呈されて対立し、さらに店番中に客を立腹させたことで気落ちして、夫から反対されたと嘘をつき店を辞めるが、仲間で開店に向けて準備した気持ちを思い出し店に戻る。
バンドー化学株式会社によると、坂野惇子と同じくファミリアの創業者のひとりで、バンドー化学創業者の榎並充造の次女・田村枝津子がモデル。
田坂君枝（たさか きみえ） → 村田君枝（むらた きみえ）
演 - 土村芳
すみれの女学校時代の同級生。店では主にデザイン担当。昭和34年の時点の肩書きはキアリスのデザイナー。昭和44年の時点ではデザイン部責任者に就任している。昭和50年すみれ達と共に一旦退職するも、お直し部発足に伴い復職。
すみれの結婚時、縁談を受け入れたことを示唆する。
幼いころから病弱で長くは生きられないことを宣告されていた。終戦後は、婚家の邸宅が米軍に接収されて、元の使用人小屋に姑・息子とともに移住し夫の帰還を待つ。すみれ・良子と再会した時には、戦時中の心労で体調を崩し病臥していた。すみれの子供服店起業の誘いを、成功の現実性の無さなどから断るが、エイミーからの依頼のベビードレス作りに協力したことで病弱の不安や敗戦で気落ちしていた自身を変える可能性を感じ、参加する。開店早々、無理が祟って入院したことで家族に反対されて一度は店を去るが、すみれと明美の説得で夫に認められ、勤務時間や日数を短縮した上で仕事に戻る。夫の昭一や息子の健太郎へ干渉する義母の琴子に悩まされるが、健太郎が思春期を迎えるころには、琴子によく似た過保護の母親になり、健太郎を悩ますことになる。
坂野惇子と同じくファミリアの創業者で、日本綿花常務の中井栄三郎の三女・村井ミヨ子と同じく「臍の緒が首に巻きついた仮死状態の未熟児で誕生、以来病弱な体質」とのエピソードを持っている。
足立武（あだち たけし）
演 - 中島広稀
「キアリス」の従業員。昭和34年にキアリスの部長、昭和44年の時点（36歳）で開発宣伝部部長、昭和48年に取締役に就任。昭和50年に紀夫から社長職を引き継ぎ3代目社長に就任。昭和59年に社長職を村田健太郎に譲り退職する。
坂東営業部が取引する大分県中津市のメリヤス工場の三男坊であったが、父の死後に長姉の夫が家と工場を継いだため、家を出る。昭和23年ごろ、潔の紹介でキアリスに採用。店に住み込み、店内の掃除や龍一の面倒を見るなどの雑用を行う。
キアリスが大急百貨店で限定10日間委託販売を終えた直後、明美に求婚するが、けんもほろろにあしらわれる。
昭和37年に明美に再び求婚するが、独身を貫く明美の信念を聞いて諦め、縁談で知り合ったたみ子との結婚を決める。
西城一朗（さいじょう いちろう）
演 - 永瀬匡
「キアリス」社員。昭和34年の24歳時、4年間勤めたメーカーで能力を活かせないことに気づき、キアリスに転職する。快活な性格で、紀夫の営業活動に率先し付いていく一方で、すみれたちの私語の多さや衝動的な働きぶりを苦々しく思っている。酒癖が悪く、酔うと毒舌になる。
キアリスの社風に合わず、入社後程なく退職後、昭和45年の時点ではKADOSHOに就職し、古門の側近を務める。
中西直政（なかにし なおまさ）
演 - 森優作
「キアリス」社員。昭和34年、家業の酒屋の閉店が決まりキアリスに転職する。同期の西城とは対照的に、おとなしくおだかやな性格だが、洞察や企画力に優れ、ギフトセットを作る企画を提案し採用される。昭和44年の時点（32歳）で人事部長に就任している。昭和59年に取締役に就任。後に佐藤久美子と職場結婚。
寺田明日香
演 - 大西礼芳
開発宣伝部。さくらと大学は違うが同じ研究会の先輩。昭和44年4月時点で26歳。当初は、経営陣の身内が入社したことで、さくらに対して複雑な思いを抱き、健太郎に対しては快く思わない態度を示す。
佐藤久美子 → 中西久美子
演 - 呉城久美
開発宣伝部。昭和44年4月時点で33歳。後に中西と職場結婚。
島野直子
演 - 青山夕夏
開発宣伝部。昭和44年4月時点で23歳。
阿部靖夫
演 - 上川周作
さくら・健太郎と同期入社。枚方大学経済学部卒。

#### キアリス大急百貨店支店の人々
高西悦子（たかにし えつこ）→小山悦子（こやま えつこ）
演 - 滝裕可里
すみれの女学校時代の同級生。周囲からは「悦子様」と呼ばれている。
戦局が激しくなるにつれて英語の授業が失われていくことを嘆き、すみれたちに八つ当たりする。
女学校卒業後は、戦争で夫や資産を失い、娘を養うため進駐軍相手の水商売で働く。
すみれが坂東営業部のファッションショーのモデルを探す中、麗子の友人としてキアリスに来店。すみれの努力を讃え、後日ファッションショーの舞台に立つ。
キアリスが大急百貨店への10日間限定出店に際して、すみれたちに頼まれ引き受けたことをきっかけに、キアリス大急百貨店支店の売り子に転職する。
昭和35年、大急百貨店で出会った小山と婚約し、昭和36年6月に結婚する。
昭和44年時点で販売員指導係に就任している。
富士子（ふじこ）
演 - 島居香奈
悦子の女学校時代の友人。
キアリスが大急百貨店への10日間限定出店で引き受けたことをきっかけに、キアリス大急百貨店支店の売り子となる。
順子（じゅんこ）
演 - 小林さり
悦子の女学校時代の友人。
キアリスが大急百貨店への10日間限定出店で引き受けたことをきっかけに、キアリス大急百貨店支店の売り子となる。

#### キアリス製作所の人々
浮島時子（うきしま ときこ）
演 - 畦田ひとみ
時計屋「浮島時計店」の娘。夫が戦死して寡婦となる。
キアリスの大急百貨店への10日間限定出店に際して、すみれらに頼まれたことをきっかけに、同店の縫い子になる。
服部綾子（はっとり あやこ）
演 - 前田千咲
パン屋の娘。
キアリスの大急百貨店への10日間限定出店に際して、すみれらに頼まれたことをきっかけに、同店の縫い子になる。
岩波文（いわなみ ふみ）
演 - 村崎真彩
古本屋の娘。
キアリスの大急百貨店への10日間限定出店に際して、すみれらに頼まれたことをきっかけに、同店の縫い子になる。
二鳥千代子（にとり ちよこ）
演 - 安部洋花
家具屋の娘。
キアリスの大急百貨店への10日間限定出店に際して、すみれらに頼まれたことをきっかけに、同店の縫い子になる。

#### キアリス従業員の家族たち
村田昭一（むらた しょういち）
演 - 平岡祐太
君枝の夫。「ベビーショップあさや」開店数日後に帰還する。
当初は君枝の体調を気遣い、君枝が仕事を続けることに反対するが、君枝の気持ちを知ったことや明美とすみれの説得で容認する。
君枝から、母・琴子に対して健太郎への子育ての指摘や、自宅空部屋をキアリスの作業場に使う旨の伝言を頼まれたが、琴子の機嫌を恐れ言えずじまいとなる。
昭和24年、キアリスの法人化に伴い、監査役を務める。昭和50年には間もなく神戸城西銀行を定年という話で、昭和59年にはレリビィで将棋を指すなど悠々の老後を送っている。
村田琴子（むらた ことこ）
演 - いしのようこ
昭一の母。君枝の姑。自身の育った自宅を接収して住むランディ一家を不快に思っている。
嫁・君枝が仕事を始めることを体調を心配し反対するが、彼女の懇願に折れ、息子が帰還するまでの期間を条件に許可する。
昭一の帰還後は、君枝が仕事をする間に孫・健太郎の面倒を見る。健太郎への過保護を指摘されたり、自宅の空部屋を勝手に仕事の作業場にしたと思い込み、君枝との仲が気まずくなるが、誤解が解け更に君枝から感謝され、以後、キアリスの経営に協力的になっていく。昭和45年時点では他界している。
村田健太郎（むらた けんたろう）
演 - 古川雄輝（幼児期：池田橙哉、4歳時：南岐佐）
君枝と昭一夫婦の長男。琴子の孫。さくらとは同い歳の幼馴染。
昭和34年の時点には、キアリスの縫い子たちに人気者の落ち着いた性格の優等生に成長。ジャズ喫茶仲間と連むさくらを心配し見守る。
家族からは京都大学への進学を期待されたが、志す学部があることから昭和38年に東京大学へ進学する。経済学部経営学科を卒業して昭和44年にアメリカ留学から帰国。さくらに誘われたこととキアリスの経営に関わり海外展開させたい思いから同社の採用試験を受験。優秀な成績で合格し、昭和45年に入社し開発宣伝部に配属、昭和48年に開発宣伝部長に昇格。昭和50年足立の社長職就任に伴い社長室付きとなる。昭和59年に足立から社長職を引き継ぎ4代目社長に就任した
中学時代にさくらへの恋心に気づき、昭和37年に彼女に告白。昭和44年には周囲に内緒で交際している。昭和45年にさくらとの結婚を申し出、両家の後継問題のいざこざを経て坂東家が折れる形で結婚し、すみれ夫婦と同居する。
村田藍（むらた あい）
演 - 渡邉このみ
さくら・健太郎夫婦の長女。昭和59年3月時点で、幼少時のすみれに容姿性格ともによく似た10歳に成長する。フィルムカメラに興味を持つ。しかしフィルムカメラを分解してしまい、祖父の紀夫から咎められてしまった。
小澤勝二（おざわ かつじ）
演 - 田中要次
良子の夫。良子より15歳年上。ベビーショップあさや開店直後に帰還する。
昭和24年、キアリスの法人化に伴い、監査役を務める。昭和45年に定年を迎え、かつてのキアリス事務所で、看板名は白紙の「名前のない喫茶店」を開業する。
小澤龍一（おざわ りゅういち）
演 - 森永悠希（幼児期：森本凜、5歳時：原知輝）
良子と勝二夫婦の長男。さくらより1歳年上の幼馴染。
5歳時は、保育園から預かりを断られるほどの手がかかる聞かん坊だったが、キアリスの大人たちの協力で次第に改善していく。
昭和34年には、ジャス喫茶やナイトクラブに通う軽薄な性格に成長し、場の空気を読まない言動をして騒動を招くこともしばしば。流行の先端の服装を好む一方、「落ち着く」との理由でテニスラケットを常に持ち歩いている。
堀江謙一に影響され世界中を旅することを決意。昭和38年、忠一郎・喜代と共に世界旅行へ旅立つ。
昭和45年、婚約者の美代を連れ帰国するも大阪万博閉会直前に彼女に逃げられ破局。大阪万博の影響で海外の郷土料理を食べたがる人々のリクエストに応えて作ることにやり甲斐を覚え、父の喫茶店名を「レリビィ」に改名し料理を担当するようになる。昭和59年、レリビィのアルバイト従業員の春香と婚約する。
小野マツ（おの まつ）
演 - 中島ひろ子
坂東家の女中。明美の母。
1942年（昭和17年）贅沢を愼む世情から解雇される。
終戦後の時点で既に他界している。
高西弥生（たかにし やよい）→小山弥生（こやま やよい）
演 - 白石優愛（幼少期：平尾菜々花）
悦子の最初の夫との娘。昭和36年6月時点で19歳。
足立たみ子（あだち たみこ）
演 - 鎮西寿々歌
武の婚約者。武と同じく大分県の耶馬渓出身。
昭和37年、小山夫妻の仲介で武と見合いをする。

#### 港町商店街の人々
麻田茂男（あさだ しげお）
演 - 市村正親
靴店「あさや」の店主。坂東家に出入りする靴職人。
刺繍が上手くできない幼少期のすみれの悩みを聞いて以来、彼女の相談相手になっている（よくシナモンティーをふるまった）。
終戦後、生活に困窮して靴を売りに来たすみれの依頼を断る。その際に自身の店の一角で手芸雑貨店を始めることを提案し、すみれが起業するきっかけとなる。
昭和25年、キアリスの法人化に伴い、すみれたちに懇願され初代社長に就任。昭和27年老齢を理由に社長職を辞任する。昭和34年の時点では既に他界している。
産経WESTは、神戸の老舗靴店「モトヤ靴店」店主であり、ファミリア初代社長を務めた元田蓮がモデルと報じている。
浮島時久（うきしま ときひさ）
演 - 中川浩三
時計屋「浮島時計店」の主人。時子の父。昭和59年春時点でも存命。
花売りの少女
演 - かわさき鈴乃
昭和21年、商店街の片隅に座りこみ、花を売る。
港町商店街の人
演 - 笑福亭風喬
戦前からバナナ店をやっており、終戦直後は物資不足で豚まんを販売。後に中華料理屋「香蕉飯店」に転向。大阪万博で食べたハンバーガーの味が忘れられず龍一に願ってハンバーガーを作らせて食して感激し、これが龍一が「レリビィ」を始めるきっかけとなる。

#### ジャズ喫茶「ヨーソロー」の人々
大村すず（おおむら すず）
演 - 江波杏子
ジャズ喫茶「ヨーソロー」の女主人。戦前は元船上コックの夫と洋食店を営んでいたが、夫が病死して一人息子も戦死したことにより独り身となった。
ヨーソローの常連客たちの生き方を理解し、応援している。
五月の出産後、ヨーソローの経営を二郎と五月に譲り引退を決意する。
山本五月（やまもと さつき）→河合五月（かわい さつき）
演 - 久保田紗友
「ヨーソロー」のアルバイト店員。母が再婚して年の離れた弟がいるが、家族から疎まれていることを察し、学校を辞め家を出た。さくらより1歳年上だが、大人びた風貌を持つ。同じく家庭に居場所の無さを感じるさくらに親近感を持ち、洋服をコーディネイトしたり、彼女の誕生会を企画するなど友情が芽生えていく。二郎と同棲生活をしているが、やがて妊娠が判明し、東京行きを夢見る彼のために失踪する。その後はエイスでアルバイトをしながらホームレス生活をしているところをすみれと明美に発見され、すみれの厚意で坂東家に身を寄せる。その後はキアリスで働く中、上京を諦めた二郎と縁を戻し、翌年1月に坂東宅で長男を出産する。
河合二郎（かわい じろう）
演 - 林遣都
「ヨーソロー」で演奏するドラマー。昼は港の積荷作業のアルバイトをしながら、プロのドラマーになり東京へ進出することを目指している。ヨーソローのみならず、ナイトクラブ「青い月」でも演奏をするなど、活躍している。
東京の音楽関係者からスカウトを受け上京の準備を進めるが、五月の妊娠を知り更に父が家出したことで弟に引き止められて、自身を必要とする場で愛する人と生きる決意をし夢を断念。五月の出産後、すずからヨーソローの経営を受け継ぐ。

#### その他の神戸の人々
クリスティーナ
演 - アナンダ・ジェイコブス
ゆりの友人。ドイツ国籍のイギリス人女性。
ベビーナースとして育児指導に訪れていた明美をすみれに引き合わせる。
ジョン・マクレガー
演 - ドン・ジョンソン
新聞社通訳。妻・エイミーのために、すみれの店の品物を購入する。
エイミー・マクレガー
演 - シャーロット・ケイト・フォックス
ジョンの妻。妊娠中に渡日するが、長旅で体調を崩し療養している。すみれに西洋式のオムツを発注し、その際にすみれと指導者の明美の仕事ぶりを気に入り、産まれる子供のためにドレスを発注する。その時に生まれた娘のジャスミンからの手紙によると昭和58年に他界、生前はすみれとドレスに込められた思いを娘に伝えていた。
ランディ大佐
演 - ブレイク・クロフォード
米軍が接収した村田邸に住む軍人。
リサ
演 - ミシェル・タケ
ランディ大佐夫人。君枝を通して「ベビーショップあさや」に、旧友たちを招くホームパーティー用のテーブルクロスの作成を依頼する。
麗子（れいこ）
演 - いちえ
「ベビーショップあさや」の商品購入一号客で、水商売風の女性。
軽薄な風貌とは裏腹に良識のある性格で、二度目の来店の際に連れてきた友人2人が立ち食いしながら商品を物色したことで良子とトラブルを起こした件に関して苦言を呈している。また、坂東営業部のファッションショーの手伝いをしている。
美幸（みゆき）
演 - 星野真里（幼少期：松田苺）
「ベビーショップあさや」のショーウィンドウに飾られたワンピースに見とれる少女。
すみれたちの好意で、ワンピースを着て小学校の入学式に向かう。
昭和50年、キアリスを訪れすみれたちと再会。ワンピースをきっかけに自信を持てたことに感謝を述べ、娘にワンピースをお下がりとして着せるために、サイズのお直しを依頼する。
光太郎（こうたろう）
演 - 芦屋小雁
美幸の祖父。戦争で両親を失った美幸を引き取り育てている。

### 近江の人々
五十八とはなの出身地。

#### 近江・坂東家の人々
坂東トク子（ばんどう とくこ）
演 - 中村玉緒
長太郎と五十八の実母。ゆりとすみれの祖母。さくらと正太と慶一の曾祖母。
五十八一家のことを気にかけ親切に接するが、家長となった長太郎に逆らえずにいる。
1959年（昭和34年）の時点で既に故人。息子嫁のはなによると、大往生を遂げたとのこと。
坂東長太郎（ばんどう ちょうたろう）
演 - 本田博太郎
ゆりとすみれの伯父。五十八の実兄。トク子の長男。
父が営んでいた布地の売買を引き継いでいる。人脈に長けているが商売下手なために家が傾き、独立し繁盛していた五十八の得意客を譲らせた過去を持つ。そんな事情で五十八との折り合いが悪く、彼に対して何かと嫌味を言う。また、疎開で居候するゆりとすみれについても不快に思い、肇の帰還を建前に、彼女達に退去を促す。
戦後、商売を引き継いだ肇が五十八に助言を求めるようになったことを不快に感じ、兄弟仲はますます悪くなる。しかし昭和24年の正月に、トク子から父の遺言を聞いて心境が変化し、五十八と和解する。
坂東節子（ばんどう せつこ）
演 - 山村紅葉
長太郎の妻。
坂東肇（ばんどう はじめ）
演 - 松木賢三
長太郎と節子夫婦の長男。ゆりとすみれの従兄。
すみれたちが疎開で訪れた時には出征している。終戦して間も無く帰還する。
坂東静子（ばんどう しずこ）
演 - 三倉茉奈
肇の妻。
居候するゆりとすみれに対して、何かと嫌味を言ったり、食料を勝手に分けたすみれを平手打ちするなど、嫌悪感を表す。しかし、坂東営業部復活のために努力するゆりの姿を見たことや、オライオンのファッションショーのモデルを務めたことで考えが変わり、以後すみれとゆりに親切に接するようになる。
坂東慶一（ばんどう けいいち）
演 - 福士唯斗（幼少期：溜大宙）
肇と静子夫婦の息子。長太郎と節子夫婦の孫。さくらと正太のはとこ。トク子の曾孫。

#### その他の近江の人々
石鍋（いしなべ）
演 - 鍋島浩
生地業者。洋服用の薄手の麻を製造する。

### 大阪の人々

#### 梅田・闇市の人々
根本（ねもと）
演 - 団時朗
梅田の闇市の元締め。
闇市の仕来りに背き商売する潔たちを鼻持ちならなく思っている。後に五十八に説得され考えを改めて、場所代の徴収を撤廃し、闇市を女性も歩ける治安の良い商店街にすることを目指す。
昭和45年、大阪万博の閉会式会場ですみれ夫婦、野上夫婦、栄輔、玉井と再会。梅田の商店街の繁栄させ引退した旨を語り、豊かになった日本の世情を憂うと共に、玉井を採用した栄輔に忠告する。
玉井（たまい）
演 - 土平ドンペイ
根本の子分。金に目がなく、せこいことを考えたり、自分に危機が迫ると保身を優先する。後に右足が不自由になり、杖をついて歩いている。
闇市で睨みを効かせると共に、潔たちに嫌がらせをする。やがて考えを改めた根本に同意出来ず、闇市を去る。
昭和23年、すみれやキアリスの順調な経営ぶりを新聞で知り、新聞に取り上げられなかった明美にキアリスの模造品を製造販売し儲ける話を持ちかけ断られる。昭和25年の時点ではキアリスの模造品「キリスア」を安価で売り出し、キアリスの売り上げを脅かすほどに儲けるが、品質の悪さから苦情が殺到・返品されて失敗。
昭和35年の時点ではエイスに入社し、栄輔の側近を務める。昭和49年、エイスの財政悪化をKADOSHOの古門社長に密告し、エイスを倒産に追い込む原因となる。昭和59年時点では「キリスアお直し部」を立ち上げている。

#### 戦後の坂東営業部の人々
元は五十八が立ち上げた服飾商社。戦時中に統廃合され事実上消失するが、終戦後に潔が再建。婦人服ブランド「オライオン」を取り扱う。昭和34年の時点では社名を「オライオン」に変更している。
岩佐栄輔（いわさ えいすけ）
演 - 松下優也
潔の友人。終戦後の復員列車で潔と知り合って意気投合し、潔の商売を手伝ったり、ゆりの用心棒をする。洋傘工場を営む両親と、すみれと同じ年の妹を空襲で亡くしている。
すみれに一目惚れし、何かと彼女を手助けする。周囲が紀夫の生存を諦めかけていたこともあり、すみれに求婚しようとするが、紀夫の帰還を知らせる手紙がすみれに届き、言えずじまいとなる。
坂東営業部のファッションショーで、店の経営への心意気を夫に伝えるすみれの姿を見届けた後、姿を消す。
アメリカに渡って若者文化を学び、1960年（昭和35年）の時点で、ファッション会社「エイス」の社長になり、大急百貨店への出店を取り付けオライオンと競合したり、キアリスが取引するメリヤス工場を買収するなど経営の勢いを見せていく。
昭和44年の時点ではKADOSHOの出資を受け東京へ進出し、自らテレビCMに出演しての宣伝など、エイスの経営を展開していく。昭和45年には大阪万博の閉会式のプロデュースを任され、キアリスに衣装協力を依頼する。その後も急速に店舗を増やしていくが、減収に転じたことによりKADOSHOからの援助を打ち切られ、昭和48年エイスは倒産。潔とゆりの厚意で野上宅に身を寄せる。その後、潔に懇願されてオライオン主催の男の着こなし講座の講師を務めたことをきっかけに、ファッション評論家として執筆や講演の仕事が増えていく。家族を失った経験を持つ明美と意気投合し、事実婚の同棲を経て、昭和59年に結婚する。
「エキレビ!」において、朝ドラのレビューを連載しているライター・木俣冬は、ヴァンヂャケットの創業者・石津謙介がモデルと見解している。
長谷川（はせがわ）
演 - 木内義一
坂東営業部の元社員。復員後、潔が再開した坂東営業部で働く。
秋山（あきやま）
演 - 小堀正博
坂東営業部の元社員。復員後、潔が再開した坂東営業部に戻り、営業を担当する。
笹井（ささい）
演 - 中村凜太郎
坂東営業部の元社員。復員後、潔が再開した坂東営業部で働く。

#### 大急百貨店の人々
ファミリアの成長のきっかけを作った阪急百貨店がモデル。
大島保（おおしま たもつ）
演 - 伊武雅刀
大急百貨店の社長。昭和44年の時点で会長に退いている。
戦前は坂東営業部と取引しており、オライオンのファッションショーに招かれキアリスを知る。婦人服メーカーとして取引再開を求める潔や紀夫に対して、妻が勧めるキアリスとの契約を仲介することを条件にする。その後もキアリスに法人化を勧めたり、百貨店の顔となる展示を任せるなど、キアリスの経営を応援する。
阪急文化財団は、阪急百貨店の初代社長を勤めた実業家・清水雅がモデルとしている。
大島いつ子（おおしま いつこ）
演 - 前田美波里
保の妻。
オライオンのファッションショーでキアリスを知って以来、キアリスを気に入り顧客になる。
小山小太郎（こやま こたろう）
演 - 夙川アトム
大急百貨店の社員。キアリスの取引担当。昭和44年の時点で代表取締役社長に就任している。
当初、自社買い取り仕入れによる「大急特選」商品としての販売を前提としていたため、キアリスのブランドタグの除去や工程の削減などを要求する等、何よりもブランド第一という嗜好があり「なにせ、〇〇ですから」が口癖。
昭和35年、大急百貨店で出会った悦子と婚約する。
青木（あおき）
演 - 小松健悦
大急百貨店の店子の販売員。
馬場（ばば）
演 - 飯島順子
大急百貨店の店子の販売員。
出口（でぐち）
演 - 村上かず
大急百貨店の店子の販売員。

### その他の人々
中山照之（なかやま てるゆき）
演 - 井上拓哉
復員兵。戦地での移動中に紀夫と知り合い、紀夫から借りていた裁縫道具を返すためにすみれを訪ねる。
武藤
演 - 蟷螂襲
すみれたちが食器製作を依頼した陶器工場の職人。
橋詰
演 - 佐川満男
キアリスが取引する、メリヤス工場の工員。仕事に誇りを持ち、孫が出来たらキアリスの服を着せることを心に決める。
長野和弘
演 - 杉森大祐
キアリスが取引する、メリヤス工場の社長。父の病気や経営不振で心を痛める中、栄輔と親しくなり悩みを相談する。
父の死後、エイスに工場を売却する。
矢部勇
演 - 今村雄一
松島屋百貨店（松島屋デパート）の催事担当。
野中
演 - 土田英夫
東京から、二郎をスカウトしにくる音楽業界関係者。
古賀
演 - 堀内佑太
野中とともに東京から二郎をスカウトしにくる音楽業界関係者。TOP RECORDのチャーリー古賀。
古門充信（こかど みつのぶ）
演 - 西岡徳馬
大手商社「KADOSHO」の代表取締役。
エイスに注目し資金や仕事を回すなど援助したが、赤字に転じたことで流行り物でしかないと見極めて打ち切る。: その後、健太郎の商才を見込んでアドバイスをしたり、キアリスの銀座出店計画の資金を提供しようとする。
美代（みよ）
演 - 片山友希
龍一の婚約者。
世界旅行中の龍一と出会い、昭和45年に彼と共に帰国する。龍一と仲睦まじい様子を見せていたが、龍一が父の店の手伝いを始めて程なく姿を消す。
土田昌和
演 - 中山義紘
さくら・健太郎・阿部が採用されたキアリスの試験に落ちた、京都大学法学部卒業見込みの受験者。
亀田みのる（かめだ みのる）
演 - 上地雄輔
龍一とニューヨークで知り合ったカメラマンで、昭和49年時点では大阪の制作会社でドラマなどに携わっている。映画版キアリスガイドの撮影をする。
亀田みどり
演 - 加藤千果
みのるの妻。
春香（はるか）
演 - 光永
昭和59年時にレリビィに勤務する20歳のアルバイト店員。年が大幅に離れた龍一と婚約する。

### スピンオフ ラジオドラマ「たまご焼き同盟」の出演者
五十嵐和歌子
演 - 清水くるみ
教師・片桐
演 - 橋本さとし

## スタッフ
- 作 - 渡辺千穂
- 音楽 - 世武裕子[注 26]
- 主題歌 - Mr.Children「ヒカリノアトリエ」（トイズファクトリー）[10][注 27]
- 演出 - 梛川善郎、新田真三、安達もじり、中野亮平、鈴木航
- 「べっぴんさん1週間/5分でべっぴんさん」（週間総集編）ナレーター - 一柳亜矢子（NHK大阪アナウンサー）
- プロデューサー - 堀之内礼二郎
- 制作統括 - 三鬼一希
- 副音声解説 - 松田佑貴

## オープニング
- タイトル映像  - 清川あさみ[94]
- アニメーション - 久保亜美香
- デザイン -  谷口聖子[95]
  - タイトルCGは赤いカーテンを開けてタイトルを出す場合（5分・20分ダイジェスト、及び本編でアバンタイトルがないとき[注 28]）と、それがなくいきなりタイトルを表示するパターン（本編）の2つがある。
  - 最終回では通常のオープニング映像は使用せず（ただし、テーマ曲は通常通り使用）、タイトルを出したのち早速本編に入った。出演者はエンディングに回したが、通常のカットイン・アウトだった（90数秒かけて1人ないし2人ずつ表示[注 29]）。

## エンディング
「私たち、幸せの四つ葉のクローバー」と題し、一般公募で寄せられた四人で写った写真を紹介する。

## 放送日程
第13週は2016年12月26日から28日までの3日間、第14週は2017年1月4日から7日までの4日間に放送された。
| 週                                                                           | 回        | 放送日                    | サブタイトル         | 演出       | 週平均視聴率 |
| ---------------------------------------------------------------------------- | --------- | ------------------------- | -------------------- | ---------- | ------------ |
| 1                                                                            | 01 - 06   | 2016年10月03日 - 10月08日 | 想いをこめた特別な品 | 梛川善郎   | 20.0%        |
| 2                                                                            | 07 - 012  | 10月10日 - 10月15日       | しあわせの形         | 安達もじり | 19.8%        |
| 3                                                                            | 013 - 018 | 10月17日 - 10月22日       | とにかく前に         | 梛川善郎   | 20.3%        |
| 4                                                                            | 019 - 024 | 10月24日 - 10月29日       | 四つ葉のクローバー   | 安達もじり | 20.1%        |
| 5                                                                            | 025 - 030 | 10月31日 - 11月05日       | お父さまの背中       | 新田真三   | 20.3%        |
| 6                                                                            | 031 - 036 | 11月07日 - 11月12日       | 笑顔をもう一度       | 新田真三   | 20.8%        |
| 7                                                                            | 037 - 042 | 11月14日 - 11月19日       | 未来                 | 安達もじり | 21.0%        |
| 8                                                                            | 043 - 048 | 11月21日 - 11月26日       | 止まったままの時計   | 梛川善郎   | 20.8%        |
| 9                                                                            | 049 - 054 | 11月28日 - 12月03日       | チャンス到来!        | 中野亮平   | 20.6%        |
| 10                                                                           | 055 - 060 | 12月05日 - 12月10日       | 商いの聖地へ         | 安達もじり | 20.9%        |
| 11                                                                           | 061 - 066 | 12月12日 - 12月17日       | やるべきこと         | 梛川善郎   | 20.9%        |
| 12                                                                           | 067 - 072 | 12月19日 - 12月24日       | やさしい贈りもの     | 鈴木航     | 20.9%        |
| 13                                                                           | 073 - 075 | 12月26日 - 12月28日       | いつものように       | 新田真三   | 20.9%        |
| 14                                                                           | 076 - 079 | 2017年01月04日 - 01月07日 | 新春、想いあらたに   | 新田真三   | 20.1%        |
| 15                                                                           | 080 - 085 | 01月09日 - 01月14日       | さくら               | 梛川善郎   | 20.6%        |
| 16                                                                           | 086 - 091 | 01月16日 - 01月21日       | 届かぬ心             | 安達もじり | 21.1%        |
| 17                                                                           | 092 - 097 | 01月23日 - 01月28日       | 明日への旅           | 安達もじり | 21.0%        |
| 18                                                                           | 098 - 103 | 01月30日 - 02月04日       | 守るべきもの         | 新田真三   | 20.6%        |
| 19                                                                           | 104 - 109 | 02月06日 - 02月11日       | 希望                 | 梛川善郎   | 20.3%        |
| 20                                                                           | 110 - 115 | 02月13日 - 02月18日       | 旅立ちのとき         | 梛川善郎   | 20.0%        |
| 21                                                                           | 116 - 121 | 02月20日 - 02月25日       | 新世界へ、ようこそ   | 安達もじり | 20.1%        |
| 22                                                                           | 122 - 127 | 02月27日 - 03月04日       | 母の背中             | 梛川善郎   | 20.4%        |
| 23                                                                           | 128 - 133 | 03月06日 - 03月11日       | あいを継ぐもの       | 新田真三   | 19.7%        |
| 24                                                                           | 134 - 139 | 03月13日 - 03月18日       | 光の射す方へ         | 中野亮平   | 19.7%        |
| 25                                                                           | 140 - 145 | 03月20日 - 03月25日       | 時の魔法             | 梛川善郎   | 19.0%        |
| 26                                                                           | 146 - 151 | 03月27日 - 04月01日       | エバーグリーン       | 安達もじり | 19.6%        |
| 平均視聴率 20.3%（視聴率はビデオリサーチ調べ、関東地区・世帯・リアルタイム） |           |                           |                      |            |              |

### 日程変更
- 2016年11月22日 - 福島県沖を震源とする地震（東北地方太平洋沖地震〈東日本大震災〉の余震）とそれによる津波警報発表に伴う緊急ニュースのため、第44回（22日分）および第45回（23日分）が次の通り変更された。
  - NHK総合
    - 第44回本放送:本来の再放送時間帯（12時45分 - 13時）に臨時枠移動
    - 同再放送:本来の翌日の本放送時間帯（23日8時 - 8時15分）に臨時枠移動
    - 第45回本放送:通常より15分繰り下げ（23日8時15分 - 8時30分）

  - NHK BSプレミアム
    - 第44回本放送:本来の再放送時間帯（23時 - 23時15分）に臨時枠移動
    - 同再放送:本来の翌日の本放送時間帯（23日7時30分 - 7時45分）に臨時枠移動
    - 第45回本放送:通常より15分繰り下げ（23日7時45分 - 8時）
- 2017年3月31日・4月1日 - 第89回選抜高等学校野球大会・決勝戦（大阪桐蔭対履正社）放送枠確保のため、第150回・最終回（総合・再放送）が次の通り変更された。
  - 第150回再放送:30分繰り上げ（12時15分 - 12時30分）
  - 最終回再放送:30分繰り上げ（12時15分 - 12時30分）
    - 決勝戦の開催時間の都合によるもの。31日は試合の実施有無にかかわらず繰り上げ放送されたが、試合は雨天中止となった。翌日に決勝が順延され、この日も再放送時間が繰り上げられた。

## 関連番組および総集編

### 関連番組
- にっぽん!歴史鑑定（BS-TBS、2016年12月5日） - 『べっぴんさんの真実』（坂野惇子）
- すてきにハンドメイド（NHK Eテレ、2017年1月5日 - 26日） - 連続テレビ小説『べっぴんさん』特集（ゲスト：芳根京子〈全4回〉、谷村美月〈1月26日・スタジオゲスト〉）[124]

### ダイジェスト放送
- まだ間に合う!連続テレビ小説「べっぴんさん」スペシャル（NHK総合、2016年11月3日）
- 「新春ごあいさつ『お正月だよ! べっぴんさん〜キアリス大集合〜』」（総合・BSP・2017年1月3日、総合・1月4日14時5分 - 14時20分〈『スタジオパークからこんにちは』第2部、ゲスト：芳根京子〉） - 前編のハイライトと、出演者による新年のあいさつやインタビュー。

### 総集編
- 「べっぴんさん1週間」/「5分でべっぴんさん」（前者日曜日11時 - 11時20分、後者土曜日14時50分 - 14時55分など）
- 総集編・前編（NHK総合、2016年12月29日8時〈初回〉、2017年5月4日8時15分〈再放送〉 、BSプレミアム、12月30日22時、2017年5月14日22時50分）
- 総集編・後編（NHK総合、2017年5月4日9時50分〈初回〉、BSプレミアム、2017年5月21日22時50分）

## スピンオフドラマなど

### スペシャルドラマ
スペシャルドラマ「恋する百貨店」のタイトルで2017年4月29日にNHK BSプレミアムで19時 - 19時59分に放送。本編第17週で突然明かされた大急百貨店営業主任・小山と、子ども服店「キアリス」の売り子・悦子の結婚（昭和36年6月）。その裏で繰り広げられていた小山小太郎の純愛物語（昭和25年12月の回想）。（作：坂口理子、台本監修：渡辺千穂、演出：鈴木航）

### スピンオフラジオドラマ
スピンオフ ラジオドラマ「たまご焼き同盟」のタイトルで2017年5月4日にラジオ第1で22時10分 - 50分に放送。女学生時代。なぜすみれは「手芸倶楽部」を結成したのか？ その謎が今、明かされる。（作：阿久津朋子、台本監修：渡辺千穂、音楽：世武裕子） ※ 朝ドラスピンオフ初のラジオドラマ

### スピンオフドラマ
べっぴんさん特別編「忘れられない忘れ物 〜ヨーソローの一日〜」のタイトルで2017年5月6日にNHK BSプレミアムで19時 - 19時59分に放送、本編第15 - 20週に登場したジャズ喫茶「ヨーソロー」を舞台にオムニバス形式（5部構成）で繰り広げられる。（作：坂口理子、台本監修：渡辺千穂、演出：新田真三 / 尾崎裕人）※ヒロイン・芳根はストーリーテラー。
1. 喫茶店修行 - 勝次と五月の怪しい関係…
2. もう一つのキアリス - 縫い子シスターズの野望
3. 店長の謎 - 節子が挑む怪事件サスペンス
4. 男たちの告白 - 栄輔と武が明美をめぐって直接対決!
5. 満月の夜に - 不思議なお香で天国からあの人が…。

## 反響・関連ニュース

### 視聴率
初回視聴率は21.6%（ビデオリサーチ調べ、関東地区・世帯・リアルタイム。以下略）。
第2週は2015年度前期『まれ』の最終週以来、週間平均視聴率20%割れとなったが（大阪局制作のものとしては2014年度後期『マッサン』の第11週以来）18 - 22%内を推移し、第3週以降は週間平均視聴率20%超えを維持し続けた。2017年1月20日放送第90回で単独での最高視聴率22.5%を記録するが、終盤の第23週以降は視聴率が20%を切ることが多くなり、再び週間平均視聴率20%割れを連発する。
その結果、期間全体の平均視聴率は20.3%と20%超えを達成出来たが、最終回の視聴率については19.8%を記録し、2009年度後期『ウェルかめ』以来7年ぶりに20%を下回った。

### 作品の評価
木村隆志は、制作統括の三鬼一希がすみれの設定について「決して先頭に立ってリードするような女性ではない」と話していることを受け、すみれのセリフはヒロインにしては少ない分、表情や仕草をしっかり見せることで感情表現していると好評する一方、老齢期のすみれを演じる実年齢19歳の芳根のみずみずしさが、演技力や演出やメイクなどで隠しきれなかったと指摘した。
主人公のモデルの孫にあたる「ファミリア」社長・岡崎忠彦は、主人公・すみれを演じる芳根のかわいさや、史実やファミリアの哲学を取り入れたストーリーなどに好感を述べた上で、実際の坂野惇子の性格は、すみれよりも姉のゆりに似ていると評した。
NHKの木田幸紀放送総局長は、群像劇としてユニークな世界を描こうとしてくれたと評価し、「女性らしい肌触りのいいドラマ」「優しい作風」等表現した。
ライターでドラマ評論家の成馬零一と、作家で五感生活研究所代表の山下柚実は、総評として主人公の口癖を引用し「なんか、なんかな」と述べている。成馬は、戦中に青春を過ごした母・すみれと、戦後に思春期を迎えた娘・さくらの対立を主軸に置いた物語の中盤を好評する一方、終盤は「対立する敵役を描けない」「無理やり晩年を描こうとする」「主演の若手俳優に老人役を演じさせる」といった近年の朝ドラが抱える問題により物語が迷走し、見ている側が「なんか……なんかな」と言いたくなる終わり方と述べた。山下は、番組開始当初は実在のモデルの人物像から、激動の時代の中できっちりと企業理念を保ち、質の良い子供服を丁寧に創りあげていく女性創業者の格闘ぶりが、神戸の街の魅力とともに描かれるのだろうと期待したが、それらがほとんど伝わらずに対人関係におけるありふれた小エピソードが多かったと指摘。その結果「親にとって子＝ぺっぴん」という物語を半年間延々と見せられたと思うと「なんか、なんかなー」と評し、朝ドラにおける「モデル」とは何なのかを、よく考えてみる必要がありそうだと述べた。
上智大学文学部新聞学科教授でメディア評論家の碓井広義も、山下と同様に、期待外れやモデルの選択自体にどこか無理があったと述べ、物語の展開に起伏がないことにより退屈でテンポが悪い旨を指摘。更に主人公のすみれが暗く人間的魅力にあふれた人物に見えなかったことや夫・紀夫の存在感の薄さ、主人公の恵まれた環境などに視聴者が感情移入できなかったと推測した。
エキレビで本作のレビューを連載していた木俣冬は、4K対応カメラを使って濃淡のある画面を作り神戸の異国情緒を感じさせるファンタジックな味わいに導いたことや、会話で話を進めるのではなく、画で見せるところや、語られない部分を想像させるように意識された渡辺千穂の脚本を評価。それらは本作と同じく戦中から戦後にかけて関西のアパレル界を舞台にした作品である連続テレビ小説『カーネーション』を意識し、『カーネーション』の好評だった部分を生かしながら、女性のたおやかさを大切にしたうえ、主人公が老いたところまでひとりの俳優に演じさせることに挑もうとしたと推察した。一方、不特定多数の視聴者への配慮や表現への模索などを試行錯誤した結果、芯のある主人公という当初の設定が覆い隠されたと指摘し、SNSやツイッターの意見に影響されない作家の芯が必要ではないかと総括した。

### ドラマの影響
神戸市中央区の神戸元町商店街やメリケンパークを巡る街歩きツアーが静かな人気を呼んでいる。

### 受賞
- 2016エイボン女性年度賞 芸術賞（NHK制作局ドラマ番組部制作チームに対し）[136]

## イベント
- NHK朝ドラ「べっぴんさん」ラッピングバス運行（2016年10月3日 - 2017年3月末、神戸市交通局）[137]
- 連続テレビ小説「べっぴんさん」展（2016年10月4日 - 12月27日、NHKスタジオパーク）[138]
- 連続テレビ小説「べっぴんさん」展（2016年10月5日 - 2017年5月7日、神戸・三宮ゼロゲート、NHKサービスセンター主催、NHK神戸放送局後援）[139]
- 「BKワンダーランド」〜ようこそ!べっぴんさんワールドへ〜（2016年10月29日 - 30日、NHK大阪放送局）[140]
  - べっぴんさんプレミアムトーク（2016年10月29日、芳根京子、百田夏菜子、土村芳、谷村美月）
- 連続テレビ小説「べっぴんさん」ファン感謝祭 〜THE男会〜（2017年1月14日、NHK大阪ホール、主催：NHK大阪放送局、MC：滝裕可里、ゲスト：永山絢斗、松下優也、田中要次、古川雄輝、森永悠希、中島広稀、土平ドンペイ、夙川アトム、永瀬匡、森優作、高良健吾、SPゲスト：芳根京子）[注 33]
- 「The FINAL〜みんなで見よう最終回〜」（2017年4月1日、NHK大阪ホール、主催：NHK大阪放送局、出演：芳根京子、永山絢斗、井頭愛海、SPゲスト：さくらの幼少期を演じた子役3人）※2017年4月1日に放送された最終回・総合テレビの再放送枠（12時15分 - 30分）の視聴 [144][145][146]。

## 関連商品

### 書籍
ドラマガイド
- 連続テレビ小説 べっぴんさん Part1（NHKドラマ・ガイド）（NHK出版、2016年9月26日）
- 連続テレビ小説 べっぴんさん Part2（NHKドラマ・ガイド）（NHK出版、2017年1月25日）

ノベライズ（中川千英子による）
- NHK連続テレビ小説 べっぴんさん 上（NHK出版、2016年9月28日）
- NHK連続テレビ小説 べっぴんさん 下（NHK出版、2017年3月8日）

ムック
- べっぴんさんメモリアルブック（ステラMOOK）（NHKサービスセンター、2017年3月18日）

### 音楽商品
- NHK連続テレビ小説 べっぴんさん オリジナル・サウンドトラック Vol.1（ポニーキャニオン、2016年11月23日）
- NHK連続テレビ小説 べっぴんさん オリジナル・サウンドトラック Vol.2（ポニーキャニオン、2017年02月22日）

### 映像商品
- NHK連続テレビ小説「べっぴんさん」完全版
- べっぴんさん スピンオフ 〜愛と笑顔の贈りもの〜 ブルーレイ＋特典CDセット（22484AA）
- べっぴんさん スピンオフ 〜愛と笑顔の贈りもの〜 DVD＋特典CDセット（22485AA）

## その他
- 劇中に登場する子供服や日用品などに施された刺繍は、1969年から2015年までファミリアにデザイナーとして在籍していた、神戸市内在住の藤井茂美が担当している[147]。
- NHKアーカイブスのサイトではキャシー中島と麻木久仁子が番組レコメンダーを務めた[148]。
- 総合テレビでの本放送の裏番組『モーニングショー』（テレビ朝日系列）の司会を渡辺千穂の夫・羽鳥慎一が担当しており、これをデイリースポーツと毎日新聞は「夫婦対決」と取り上げた[149][150]。
- 高良健吾と永山絢斗は、連続テレビ小説第84作『おひさま』でも、義兄弟の役柄を演じている。ただし、『おひさま』では、永山が義兄（ヒロインの次兄）の役である。
- 2020年11月からフジテレビオンデマンドでの配信が開始されている[151]。
- 「大急百貨店」のモデルとなった阪急百貨店では、博多阪急において「神戸の“べっぴんさん”グルメ」の催事を行った。当番組と直接関係ある商品は販売されていないが、主な舞台である神戸の商品を販売し、放送期間である2016年10月下旬の開催であった[152]。
- 同様に関西の百貨店が登場する連続テレビ小説としては、髙島屋の撮影協力で髙島屋東別館においてロケが行われた「カーネーション」が挙げられる。
  - ただし、舞台となった1932年に心斎橋にあった百貨店は大丸心斎橋店であり、放送終了後の2012年4月25日-5月1日に同店へ岸和田コシノショップが出店した[153]。